# Per Björkman
Per Gustaf Fredrik Björkman, född 27 augusti 1898 i Västra Skrävlinge, Malmöhus län, död 17 december 1978 i Malmö, var en svensk skådespelare och operettsångare.

## Biografi
Björkman studerade för Judith Lindenau, Lotten Seelig och Martin Öhman och han scendebuterade som Erik i Värmlänningarna vid Axel Engdahls teater i Göteborg den 14 mars 1920, varefter han fick engagemang vid Folkteatern, Göteborg 1920–1922. Han blev sedan efter några kortare engagemang fast vid Oscar Winges Hippodromen i Malmö 1925 och följde sedan med denne till den nybildade Malmö stadsteater 1944. Han medverkade där i över 50 föreställningar och blev kvar på teatern till sin pensionering 1968.
Han behärskade det skånska idiomet och var enligt Uno Ericson något av en teaterlegend i Malmö. Han filmdebuterade 1939 i Emil A. Lingheims Kalle på Spången och kom att medverka i nästan alla filmer som spelades in i Malmö på 1940-talet, bland annat fyra med Edvard Persson i huvudrollen.
Per Björkman är begravd på Sankt Pauli mellersta kyrkogård i Malmö.

## Filmografi
- 1939 – Kalle på Spången
- 1939 – Skanör-Falsterbo
- 1940 – En sjöman till häst
- 1942 – Stinsen på Lyckås
- 1944 – Skåningar
- 1944 – Rännstensungar
- 1945 – Jolanta, den gäckande suggan
- 1945 – Den glada skräddaren
- 1945 – Trav, hopp och kärlek
- 1946 – Ebberöds bank
- 1955 – Ljuset från Lund
- 1958 – Bock i örtagård

## Teater

### Roller (ej komplett)
| År   | Roll          | Produktion                                                                        | Regi                 | Teater            |
| ---- | ------------- | --------------------------------------------------------------------------------- | -------------------- | ----------------- |
| 1948 |               | Radiobragden Charlotte B. Chorpenning                                             | Georg Årlin          | Malmö Stadsteater |
| 1952 | De gamla      | Mordet i Barjärna Ingmar Bergman                                                  | Ingmar Bergman       | Malmö stadsteater |
| 1954 | Bogdanowitsch | Glada änkan Franz Lehár, Leo Stein och Viktor Léon                                | Ingmar Bergman       | Malmö stadsteater |
| 1955 |               | Vår egen ö Leck Fischer                                                           | Eva Sköld            | Malmö stadsteater |
| 1956 | Konduktören   | Annie Get Your Gun Irving Berlin, Dorothy Fields och Herbert Fields               | Ivo Cramér           | Malmö Stadsteater |
| 1956 |               | Trojanska kriget blir inte av Jean Giraudoux                                      | Lars-Levi Laestadius | Malmö stadsteater |
| 1956 | Stenbock      | Erik XIV August Strindberg                                                        | Ingmar Bergman       | Malmö stadsteater |
| 1957 | Köksmästaren  | Peer Gynt Henrik Ibsen                                                            | Ingmar Bergman       | Malmö stadsteater |
| 1958 |               | Månfåglarna Marcel Aymé                                                           | Yngve Nordwall       | Malmö stadsteater |
| 1958 | Notarien      | Sagan Hjalmar Bergman                                                             | Ingmar Bergman       | Malmö stadsteater |
| 1963 |               | Muren (The Wall) Millard Lampell                                                  | Lennart Olsson       | Malmö stadsteater |
| 1964 |               | Körsbärsträdgården (Вишнёвый сад, Visjnjovyj sad ) Anton Tjechov                  | Josef Halfen         | Malmö stadsteater |
| 1965 |               | Kvartetten som sprängdes Birger Sjöberg                                           | Josef Halfen         | Malmö stadsteater |
| 1965 |               | Victor eller den lille avslöjaren (Victor ou les Enfants au pouvoir) Roger Vitrac | Sandro Malmquist     | Malmö stadsteater |
| 1965 |               | Karmelitersystrarna Georges Bernanos                                              | Andris Blekte        | Malmö stadsteater |
| 1966 |               | Adam och Vera i Blackeberg Bo Sköld                                               | Eva Sköld            | Malmö stadsteater |